# Mieczysław Ziemnowicz
Mieczysław Ziemnowicz, pierwotnie Mieczysław Kokoszka (ur. 31 maja 1882 w Proszowicach, zm. 16 lutego 1971 w Lublinie) – polski germanista, pedagog, wykładowca akademicki.

## Życiorys
Ukończył szkołę i gimnazjum w Tarnowie w 1901. Ukończył studia na Wydziale Filozoficznym Uniwersytetu Jagiellońskiegu. Następnie pracował w szkołach krakowskich jako nauczyciel. 7 lipca 1913 uzyskał tytuł naukowy doktora filozofii w zakresie germanistyki na UJ. Po odzyskaniu przez Polskę niepodległości w okresie lat 20. II Rzeczypospolitej kształcił się w pedagogice i organizacji szkolnictwa we Francji i USA.
Pełnił funkcję wizytatora i naczelnika wydziału Kuratorium Okręgu Szkolnego Krakowskiego od października 1927, a od września 1931 w kuratorium Okręgu Szkolnego Lwowskiego. Od 1930 do 1937 pracował jako wykładowca dydaktyki ogólnej i pedagogiki w Instytucie Pedagogicznym w Katowicach. W tym czasie od sierpnia 1933 był dyrektorem I Gimnazjum im. Juliusza Słowackiego w Przemyślu, a od lipca 1936 dyrektorem I Państwowego Gimnazjum im. Mikołaja Kopernika we Lwowie. W październiku 1936 otrzymał prawo veniam legendi z zakresu pedagogiki na Wydziale Humanistycznym Uniwersytetu Jana Kazimierza we Lwowie. Pełnił funkcję dyrektora Państwowego Pedagogium we Lwowie i we wrześniu 1937 z tego stanowiska został powołany na urząd naczelnika Wydziału Szkolnictwa Średniego w Kuratorium Okręgu Szkolnego Lwowskiego, zajmując miejsce Ludwika Jusa.
Po zakończeniu II wojny światowej został kierownikiem powstałej we wrześniu 1945 Katedry Pedagogiki na Wydziale Przyrodniczym Uniwersytet Marii Curie-Skłodowskiej w Lublinie. 1 sierpnia 1946 uzyskał tytuł profesora nadzwyczajnego na UMCS. Pełnił funkcję dziekana Wydziału Przyrodniczego UMCS w latach akademickich 1947/1948 i 1949/1950. Od 1957 był kierownikiem Katedry Pedagogiki na Wydziale Humanistycznym UMCS. Odszedł na emeryturę w 1960.
W 1946 został odznaczony Krzyżem Oficerskim Orderu Odrodzenia Polski „za zasługi na polu działalności oświatowej i kulturalnej”.
Zmarł 16 lutego 1971 w Lublinie.

## Publikacje
- Autorytet a wolność w wychowaniu (1928)
- Szkolnictwo niemieckie po wojnie światowej (1928)
- Problemy wychowania współczesnego (1931)
- Wychowanie narodowe czy państwowe i jego istota (1931)
- Rodzina a wychowanie państwowe (1932)
- Motywacja postępowania i jego ocena w życiu szkolnym (1933)
- Nauczanie i wychowywanie w Stanach Zjednoczonych Ameryki Północnej (1934)
- Szkolnictwo w Stanach Zjednoczonych Ameryki Północnej (1934)
- Szkoła średnia (1931)
- Pedagogika szczegółowa (1946, skrypt)